# Прощавайте нашите грехове
„Прощавайте нашите грехове“ (на испански: Perdona nuestros pecados) е чилийска теленовела, произведена и излъчена от Mega от 6 март 2017 г. до 22 август 2018 г.

## Актьори
- Мариана ди Хираламо – Армандо Кирога
- Марио Ортон – Рейналдо Суарес
- Алваро Рудолфи – Мария Елза Кирога де Молер
- Паола Волпато – Анхела Булнес